# STAR (浅香唯の曲)
「STAR」（スター）は、1987年1月21日にリリースされた浅香唯の6枚目のシングル。

## 解説
- ブレイクの足掛かりとなった、本人主演のフジテレビ系ドラマ『スケバン刑事III 少女忍法帖伝奇』主題歌。
- サビ部の歌詞には、芸名の由来となった少女漫画のタイトルと同じ「シューティング・スター」という言葉が含まれている。
- 作曲を担当したタケカワユキヒデが2013年に発表したアルバム「THE REBORN SONGS~LEGEND~」でセルフカバーしている。

## 収録曲
- 両楽曲共に、編曲：鷺巣詩郎

1. STAR
作詞：有川正沙子／作曲: タケカワユキヒデ
2. もう一度逢えるなら
作詞：松井五郎／作曲：中崎英也

## 関連作品
- STAR
  - Star Lights
  - Present
  - シングル・コレクション
  - 浅香唯大全集 THE COMPLETE BOX
  - CRYSTALS 〜25th Anniversary Best〜
  - 浅香唯 ザ・ベスト
  - 浅香唯 30周年記念コンプリートBOX
  - ONLY YUI （映像作品）
  - Fun!Fan!Fun! Yuiグラフィティ （映像作品） - ファンクラブ限定版にのみ収録
- もう一度逢えるなら
  - Star Lights
  - 浅香唯大全集 THE COMPLETE BOX
  - 浅香唯 30周年記念コンプリートBOX